# Szamolányi Gyula
Szamolányi Gyula (Rozgony, 1869. december 11. – Szekszárd, 1932. augusztus 21.) költő.

## Életútja
A Szamovolszky lengyel család sarja. A család Mária Terézia idejében származott át Ungba. Apja Szamovolszky Lőrinc ungvári ügyvéd, író és a Füles Bagoly c. ottani élclap szerkesztője, anyja pedig Jacobs Cecília, régi német lovagi család gothai ágának a sarja és költői lelkületű nő volt, aki leánykorában német nyelven verselgetett. Középiskoláit Ungváron, a jogot Budapesten végezte, ahol újságírással is próbálkozott, majd állami szolgálatba lépett és az erdőszámvevőséghez került Máramarosszigetre. Ott csakhamar részt vett az élénk szellemi életet élő város kultúrmozgalmaiban. Sűrű egymásutánban jelentek meg írásai a helyi napisajtóban és nagy feltűnést keltett ott megjelent „Mese a boldogságról“ című kötete. Verseit a fővárosi lapok is gyakran közölték. Agilis, nagybuzgalmú titkára volt a Szilágyi István irodalmi társaságnak és az ő munkája szoros kapcsolatba hozta a felvidéki irodalmi köröket. E téren sokat dolgozott együtt Surányi Miklóssal, a nagy műveltségű és széles tudású kitűnő regényíróval és publicistával, aki egy időben Máramarosszigeten volt lapszerkesztő és vármegyei főlevéltáros. A régi szellemi és lelki kapcsolatoknak volt a folyománya, hogy Surányi Miklós irt előszót Szamolányinak Szekszárdon megjelent kötetéhez. 
Szamovolszky családi nevét 1904-ben változtatta Szamolányira. Az első világháború alatt mint erdőszámtanácsost az elpusztult kárpáti falvakat újra építő állami segítőakcióhoz Homonnára rendelték, ahol érdemeiért megkapta a polgári hadi érdemkeresztet. 1919 őszén a román hűségeskü megtagadása miatt Máramarosszigetről menekülnie kellett, a földművelésügyi miniszter a Faértékesitő Hivatal szekszárdi kirendeltségéhez (gemenci üzem) osztotta be, ahonnan 1921-ben titkárrá nevezték ki a szekszárdi pénzügyigazgatósághoz.
Az 1914. évi mármarosszigeti orosz betörés, majd az 1918. évi oláh megszállás izgalmai Szekszárdon kikezdték a szivét. Lelkét szinte összetörni látszott az a rettenetes csapás, amely a háború vérzivatarából visszatért fiának a halálával érte. Középiskolai tanárai nagy jövőt jósoltak ennek a fiúnak, akiből némelyek zeneművészt, mások pedig festőt szerettek volna neveltetni, ő azonban orvosnövendék lett a budapesti egyetemen és az 1919. év elején a fővárosban tragikus körülmények közt meghalt. Fiának elvesztése fölötti fájdalma egyre betegebbé tette Szamolányit, akit hosszabb ideig kezeltek a budapesti Herczog-klinikán. Mivel ott feltétlen nyugalmas életet ajánlottak neki, rövid pénzügyi szolgálata után nyugdíjaztatnia kellett magát. 
Halálát tüdő- és vesegümőkór okozta, a szekszárdi alsóvárosi temetőben nyugszik.
Már jogász kora óta írt verseket a Hétbe, az Uj Időkbe, a Magyar Géniuszba, a Magyar Nők Lapjába, a Magyar Világba, az Ország-Világba, a Vasárnapi Újságba, a Napkeletbe, a Budapesti Naplóba, a Pesti Naplóba, a Budapesti Hírlapba, a Pesti Hírlapba, a Hazánkba, valamint az ungi és máramarosi helyi lapokba. Dolgozott a Nemzeti Ujságba, és a Tolnamegyei Ujságba is. A Kaposvárott székelő Berzsenyi Társaságnak rendes tagja volt.

## Családja
Első neje a nála tíz évvel fiatalabb Kuschella Antónia volt, akivel 1898. április 30-án kötött házasságot Budapesten, a Józsefvárosban. Második felesége Filep Mária Vilhelmina Anna volt, akivel 1906-ben kötött házasságot Máramarosszigeten. Neje 26 évvel élte túl, 1958. május 22-én hunyt el Budapesten.
Testvérei: Szamovolszky Ödön szobrászművész, Szamovolszky Miklós vallás- és közoktatásügyi miniszteri titkár.

## Munkái
- Versek. (Ungvár, 1895.)
- Antoinette.
- Mese a boldogságról. Versek. (Máramarossziget, 1906.)
- Magyar mezőkön. Versek. (Szekszárd, 1925.)
- Harangjáték. Versek. (Szekszárd, 1927.)